# Ле-Меній-Патрі
Ле-Мені́й-Патрі́ (фр. Le Mesnil-Patry) — колишній муніципалітет у Франції, у регіоні Нормандія, департамент Кальвадос. Населення — 294 осіб (2011).
Муніципалітет був розташований на відстані близько 220 км на захід від Парижа, 13 км на захід від Кана.

## Історія
До 2015 року муніципалітет перебував у складі регіону Нижня Нормандія. Від 1 січня 2016 року належав до нового об'єднаного регіону Нормандія.
1-1-2017 Ле-Меній-Патрі, Бреттвіль-л'Оргеєз, Бруе, Ше, Пюто-ан-Бессен i Сент-Круа-Гран-Тонн було об'єднано в новий муніципалітет Тю-е-Мю.

## Демографія
Динаміка населення (INSEE ):
Розподіл населення за віком та статтю (2006):
| Стать | Всього | До 15 років | 15-24 | 25-44 | 45-64 | 65-85 | Понад 85 |
| --- | ------ | ----------- | ----- | ----- | ----- | ----- | -------- |
| Чоловіки | 159    | 46          | 27    | 54    | 28    | 4     | 0        |
| Жінки | 126    | 30          | 23    | 42    | 27    | 0     | 4        |
| \| Статево-вікова піраміда \| Статево-вікова піраміда \| Статево-вікова піраміда \| \| ----------------------- \| ----------------------- \| ----------------------- \| \| Чоловіки \| Вік \| Жінки \| \| 0 \| 85 + \| 4 \| \| 0 \| 80-84 \| 0 \| \| 4 \| 75-79 \| 0 \| \| 0 \| 70-74 \| 0 \| \| 0 \| 65-69 \| 0 \| \| 8 \| 60-64 \| 8 \| \| 4 \| 55-59 \| 0 \| \| 8 \| 50-54 \| 4 \| \| 8 \| 45-49 \| 15 \| \| 30 \| 40-44 \| 27 \| \| 8 \| 35-39 \| 11 \| \| 8 \| 30-34 \| 4 \| \| 8 \| 25-29 \| 0 \| \| 8 \| 20-24 \| 8 \| \| 19 \| 15-20 \| 15 \| \| 19 \| 10-14 \| 15 \| \| 19 \| 5-9 \| 11 \| \| 8 \| 0-4 \| 4 \| |        |             |       |       |       |       |          |
| Статево-вікова піраміда |        |             |       |       |       |       |          |
| Чоловіки | Вік    | Жінки       |       |       |       |       |          |
| 0 | 85 +   | 4           |       |       |       |       |          |
| 0 | 80-84  | 0           |       |       |       |       |          |
| 4 | 75-79  | 0           |       |       |       |       |          |
| 0 | 70-74  | 0           |       |       |       |       |          |
| 0 | 65-69  | 0           |       |       |       |       |          |
| 8 | 60-64  | 8           |       |       |       |       |          |
| 4 | 55-59  | 0           |       |       |       |       |          |
| 8 | 50-54  | 4           |       |       |       |       |          |
| 8 | 45-49  | 15          |       |       |       |       |          |
| 30 | 40-44  | 27          |       |       |       |       |          |
| 8 | 35-39  | 11          |       |       |       |       |          |
| 8 | 30-34  | 4           |       |       |       |       |          |
| 8 | 25-29  | 0           |       |       |       |       |          |
| 8 | 20-24  | 8           |       |       |       |       |          |
| 19 | 15-20  | 15          |       |       |       |       |          |
| 19 | 10-14  | 15          |       |       |       |       |          |
| 19 | 5-9    | 11          |       |       |       |       |          |
| 8 | 0-4    | 4           |       |       |       |       |          |

## Економіка
2010 року серед 197 осіб працездатного віку (15—64 років) 148 були активними, 49 — неактивними (показник активності 75,1%, у 1999 році було 80,3%). З 148 активних мешканців працювало 140 осіб (74 чоловіки та 66 жінок), безробітними було 8 (2 чоловіки та 6 жінок). Серед 49 неактивних 26 осіб було учнями чи студентами, 9 — пенсіонерами, 14 були неактивними з інших причин.

У 2010 році в муніципалітеті числилось 87 оподаткованих домогосподарств, у яких проживали 281,5 особи, медіана доходів виносила 21 051 євро на одного особоспоживача